# Irkut
Korporacija Irkut (MCX: IRKT Иркут) je ruski proizvajalec in načrtovalec letal. Je del "Объединённая Авиастроительная Корпорация - OAK". Najbolj znani proizvodi so družina lovskih letal Suhoj Su-30. Družbo so ustanovili leta 1932 v Transbajkalski regiji Ruske federacije. Sedež je v Moskvi. Ima okrog 14.000 zaposlenih.
Irkut proizvaja lovce Su-27, Su-30 in amfibijska letala "Berijev". Hčerinske družbe podjetja so tovarna Irkutsk, Berijev, biro Jakovljev in Beta Air.
Irkut trenutno pridobiva certifikate za letenje za ozkotrupno potniško letalo Irkut MS-21, ki v veliki meri uporablja kompozitne materiale.